# Ballsh
Ballsh (en albanés: Ballsh o Ballshi) es una ciudad al sur de Albania, capital del Distrito de Mallakastër.

## Información general
Su nombre en Latín es Baletium.
Ballsh está ubicada cerca de la antigua ciudad de Byllis. Las invasiones eslavas de los siglos sexto y séptimo provocaron el declive de esta, por lo que Ballsh fue construida con materiales que fueron saqueados de Byllis.
Su clima es de tipo mediterráneo y está rodeada por las colinas de Mallakastra.
Los campos alrededor de la ciudad son ricos en petróleo, por lo que se encuentra cercada por Pozos petrolíferos, establecidos durante la dictadura.

## Deportes
El equipo local KS Bylis Ballsh juega en la Kategoria Superiore, máxima categoría de la liga de fútbol de Albania.